# 上島忠雄
上島 忠雄（うえしま ただお、1910年10月25日 - 1993年10月31日）は、日本の実業家。UCC上島珈琲の創業者。奈良県磯城郡田原本町出身。
長男は上島達司。

## 経歴・人物
ウエシマコーヒーフーズ創業者の上島治忠の弟として誕生。1928年に奈良商業学校を卒業。1933年に上島忠雄商店(のちのUCC上島珈琲)を創業。1980年から同社の会長に就任した。1961年には上島珈琲会館を設立し、社長に就任した。
全日本コーヒー協会会長を務めるなど日本のコーヒー普及に尽力した。
1982年に勲三等瑞宝章を受章し、1991年にブラジルからリオ・ブランコ・コメンダドール勲章とエルサルバドルからホセ・マティアス・デルガド・グラン・オフィシャル勲章を授章した。
1993年10月31日急性心不全のために神戸市の病院で死去。83歳没。